# Melanotrichia acclivopennis
Melanotrichia acclivopennis är en nattsländeart som först beskrevs av Hwang 1957.  Melanotrichia acclivopennis ingår i släktet Melanotrichia och familjen Xiphocentronidae. Inga underarter finns listade i Catalogue of Life.